# Vallio Terme
Vallio Terme (Vai in dialetto bresciano) è un comune italiano di 1 441 abitanti della provincia di Brescia in Lombardia. Il comune appartiene alla Comunità Montana della Valle Sabbia.

## Geografia fisica
Il paese si trova all'interno della vallata percorsa dal torrente Vrenda ed è compreso tra i monti Ere e Crovino a nord e a nord-est, il monte Fontanelle, l'Olivo e i Tre Cornelli a sud. Vallio si trova a cinque chilometri da Gavardo.

## Origini del nome
L'etimologia del nome Vallio deriva dal termine vallus che vuol dire "valle". Fino al 1976 il paese si chiamava solo Vallio, successivamente con un referendum divenne Vallio Terme.

## Storia

### Simboli
Lo stemma e il gonfalone sono stati concessi con decreto del presidente della Repubblica del 22 luglio 1991.
Il gonfalone è un drappo di bianco.

## Società

### Evoluzione demografica
Abitanti censiti

## Economia

### Turismo
Vallio è nota per le sue Terme che furono fondate da Albino Berardi nel 1953; l'acqua è chiamata “Castello di Vallio” ed è indicata per la cura del fegato e dell'apparato digerente.

## Infrastrutture e trasporti

### Strade
Vallio è attraversata dalla SP 57 che la mette in comunicazione con la Statale del Caffaro nella zona del Colle di Sant'Eusebio e con Gavardo.

## Amministrazione
| Periodo        | Periodo        | Primo cittadino      | Partito                           | Carica           | Note  |
| -------------- | -------------- | -------------------- | --------------------------------- | ---------------- | ----- |
| 1º giugno 1985 | 24 aprile 1995 | Ferdinando Lazzarini | DC                                | Sindaco          |       |
| 24 aprile 1995 | 14 giugno 2004 | Mariano Agostini     | lista civica di centrosinistra    | Sindaco          |       |
| 14 giugno 2004 | 26 maggio 2014 | Pietro Neboli        | lista civica di centrosinistra    | Sindaco          |       |
| 26 maggio 2014 | 18 giugno 2018 | Floriano Massardi    | Lega Nord                         | Sindaco          | [ 6 ] |
| 18 giugno 2018 | 26 maggio 2019 | Franco Scotuzzi      | Lega Nord                         | Vicesindaco f.f. |       |
| 26 maggio 2019 | 10 giugno 2024 | Roberta Ferandi      | Vallio nel Futuro (centro-destra) | Sindaco          |       |
| 10 giugno 2024 | in carica      | Attilio Musesti      | Vallio nel Futuro (Lega)          | Sindaco          |       |